# Achim Winkler
Achim Winkler (* 6. September 1961 in Meerbusch) ist ein deutscher Biologe und ehemaliger Direktor des Duisburger Zoos.

## Leben
Achim Winkler legte 1982 in Neuss das Abitur ab. Nach einem Volontariat im Zoo Krefeld arbeitete er in England im Windsor-Safari-Park und war anschließend für vier Jahre wissenschaftlicher Mitarbeiter der Nationalparkbehörde South African National Parks National Parks Board in Südafrika, wo er die Wiederansiedlung des in den 1980er Jahren akut von der Ausrottung bedrohten Kap-Bergzebras in verschiedene Schutzgebiete des Landes koordinierte. Parallel studierte er Biologie an Universitäten in London und in Johannesburg. Seine Masterarbeit an der Witwatersrand-Universität hatte die Kap-Bergzebras zum Thema.
Nach seiner Rückkehr nach Europa arbeitete er zunächst als Wissenschaftlicher Assistent im Longleat Zoo Park in England und anschließend in gleicher Funktion im Aachener Tierpark Euregiozoo, bevor er im Jahr 1993 als Wissenschaftlicher Mitarbeiter zum Duisburger Zoo wechselte, wo er 2005 zum stellvertretenden Direktor ernannt wurde. Im Jahr 2007 wurde er als Nachfolger von Reinhard Frese zum Direktor des Duisburger Zoos berufen.
In seiner Amtszeit entstanden zahlreiche moderne Tieranlagen, unter anderem für Wombats, Bergkängurus, Erdmännchen, Riesenotter, Wildkatzen und Luchse sowie für die einzigen in Deutschland gehaltenen Tasmanischen Beutelteufel; zudem riesige, der Natur nachempfundene Anlagen für Brillenbären und Tiger sowie ein großer neuer Streichelzoo mit Entdeckerhaus.
Nach einem Gesellschafterwechsel des Zoos beendete Winkler zum Jahresende 2018 seine Tätigkeit im Duisburger Zoo.
Winkler ist verheiratet und weiterhin in lokalen sowie globalen Natur- und Artenschutzprojekten tätig.

## Publikationen
- als Hrsg. mit Renate Marel: Ruhrpott-Schnauzen. Geschichten aus dem Duisburger Zoo. Bebra Verlag, Berlin 2008, ISBN 978-3-86124-621-3.
- 75 Jahre Zoo am Kaiserberg. Vom Duisburger Tierpark zum Zoo Duisburg. Schüling Verlag, Münster 2009, ISBN 978-3-86523-140-6.
- mit Klaus Johann: Delfinarium Zoo Duisburg. Was Sie schon immer über die Delfinhaltung wissen wollten. Schüling Verlag, Münster 2014, ISBN 978-3-86523-066-9.